# Dusičnan zinečnatý
Dusičnan zinečnatý je anorganická sloučenina s chemickým vzorcem Zn(NO3)2. Tato bílá krystalická látka se obvykle vyskytuje jako hexahydrát Zn(NO3)2·6H2O. Je rozpustná ve vodě i alkoholu.

## Příprava
Dusičnan zinečnatý se obvykle připravuje rozpuštěním kovového zinku, oxidu zinečnatého nebo příbuzných materiálů v kyselině dusičné:
Zn + 2 HNO3 → Zn(NO3)2 + H2
ZnO + 2 HNO3 → Zn(NO3)2 + H2O
Tyto reakce jsou doprovázeny hydratací dusičnanu zinečnatého.
Průběh této reakce je závislý na koncentraci kyseliny dusičné, přičemž v koncentrované kyselině dusičné vzniká také dusičnan amonný:
Zn + 2 HNO3 → Zn(NO3)2 + H2 (zředěná kyselina dusičná)
4 Zn + 10 HNO3 → 4 Zn(NO3)2 + NH4NO3 + 3 H2O (koncentrovaná kyselina dusičná)
Bezvodá sůl vzniká reakcí bezvodého chloridu zinečnatého s oxidem dusičitým:
ZnCl2 + 4 NO2 → Zn(NO3)2 + 2 NOCl

## Reakce
Octan zinečnatý vzniká reakcí dusičnanu zinečnatého s acetanhydridem.
Zn(NO3)2·6H2O + (CH3CO)2O → Zn(CH3COO)2 + 2 HNO3 + 5 H2O
Při zahřívání podléhá tepelnému rozkladu za vzniku oxidu zinečnatého, oxidu dusičitého a kyslíku:
2 Zn(NO3)2 → 2 ZnO + 4 NO2 + O2

## Vlastnosti
Dusičnan zinečnatý je bezbarvá oxidující pevná látka. Při zahřívání nad 105 °C uvolňuje dusičnan zinečnatý krystalovou vodu. Je známo několik různých hydrátů dusičnanu zinečnatého. Nejběžnějším hydrátem je hexahydrát, avšak existuje také dihydrát, tetrahydrát a nonahydrát.

## Využití
Dusičnan zinečnatý se nevyužívá ve velkém měřítku, ale používá se v laboratorním měřítku pro syntézu koordinačních polymerů. Jeho řízený rozklad na oxid zinečnatý byl také použit pro generování různých struktur na bázi ZnO, včetně nanovláken.
Může být použit jako mořidlo při barvení. Příkladem reakce je srážení uhličitanu zinečnatého:
Zn(NO3)2 + Na2CO3 → ZnCO3 + 2 NaNO3